# Ludmiła Zykina
Ludmiła Gieorgijewna Zykina, ros. Людмила Георгиевна Зыкина (ur. 10 czerwca 1929 w Moskwie, zm. 1 lipca 2009 tamże) – rosyjska pieśniarka (mezzosopran).

## Życiorys
W czasie II wojny światowej pracowała jako tokarka w moskiewskich zakładach im. G. Ordżonikidze, a po wojnie jako sanitariuszka w klinice psychiatrycznej nr 1. W 1947 wzięła udział we Wszechrosyjskim Konkursie Młodych Artystów, a wkrótce potem trafiła do Państwowego Chóru Uniwersyteckiego im. M.E. Piatnickiego. W 1969 ukończyła studia w konserwatorium moskiewskim, w klasie Eleny Gedewanowej.
Jej repertuar obejmował głównie pieśni ludowe. Dorobek wokalny Zykiny wydano w 2004 na 20 płytach kompaktowych. 
Artystka przez wiele lat cierpiała na cukrzycę, pod koniec życia przeszła ciężką infekcję. Zmarła w wyniku zatrzymania akcji serca. Pochowano ją 4 lipca 2009 na Cmentarzu Nowodziewiczym w Moskwie.
W 1973 uzyskała tytuł Ludowej Artystki ZSRR. Odznaczona m.in. Złotym Medalem "Sierp i Młot" Bohatera Pracy Socjalistycznej (4 września 1987), Orderem św. Andrzeja (2004), Orderem „Za zasługi dla Ojczyzny” I, II i III klasy (2009, 1999 i 1997), dwukrotnie Orderem Lenina (1979 i 1987), Medalem Przyjaźni (1980) oraz Orderem „Znak Honoru” (1967). Laureatka Nagrody Leninowskiej (1970).
Czterokrotnie wychodziła za mąż. Pierwszy raz zmieniła stan cywilny w 1951, poślubiając inżyniera Władlena Pozdnowa. Z ostatnim mężem, Wiktorem Gridinem przeżyła 17 lat.
Jej imię nosi planetoida 4879.